# Кысомъюголь-Ёган
Кысомъюголь-Ёган (устар. Кысом Юголь-Ёган) — река в России, протекает по Нижневартовскому району Ханты-Мансийского АО. Устье реки находится в 58 км от устья Сороминской по правому берегу. Длина реки составляет 46 км.
В 14 км от устья впадает левый приток Катъяун.

## Данные водного реестра
По данным государственного водного реестра России относится к Верхнеобскому бассейновому округу, водохозяйственный участок реки — Вах, речной подбассейн реки — бассейн притоков (Верхней) Оби от Васюгана до Ваха. Речной бассейн реки — (Верхняя) Обь до впадения Иртыша.